# Terra Militaris
Terra Militaris ist ein Browser-basiertes MMORPG und Strategie-Spiel, welches vom chinesischen Entwickler Suzhou Snail Electronic Co., Ltd. (Snail Games) entwickelt und, genau wie die US-amerikanische Version Ministry Of War, von Snail Games selbst vertrieben wird. Das Spiel wurde am 27. November 2010 in Europa veröffentlicht und bis November 2014 von Gala.net vertrieben.

## Spielszenario
Zu Beginn des Spiels werden Spieler gefragt, welcher antiken Zivilisation sie angehören möchten. Die Auswahl besteht zwischen den historischen Nationen Rom, Ägypten, Persien und China. Jedes Volk hat unterschiedliche Vorteile, von denen Spieler profitieren können. So haben römische Einheiten beispielsweise mehr Trefferpunkte und chinesische Spieler profitieren von einer schnelleren Gebäudeproduktion. Im weiteren Spielverlauf können auf den verschiedenen Nationen basierende Spezialeinheiten erforscht werden, zum Beispiel ägyptische Werereten oder persische Kriegselefanten. Nachdem ein Charakter ausgewählt und Namen für den Starthelden und die Hauptstadt vergeben wurden, werden Spieler durch mehrere Tutorial-Quests in das Spielgeschehen eingeführt.
Den Abschluss des Tutorials bildet die Gründung der ersten eigenen Stadt. Diese befindet sich zunächst noch in der ersten von insgesamt 6 Forschungs-Ären, welche jeweils durch Ansammeln von Ruhmespunkten und Erreichen vorgesteckter Forschungs- und/oder Ausbauzielen, erreicht werden können. Gebäude und Forschungen haben für gewöhnlich eine maximale Ausbaustufe von 25 und erfordern progressiv mehr Zeit und Rohstoffe für den weiteren Ausbau. Es gibt 5 unterschiedliche Rohstoffe in Terra Militaris, welche natürlich regeneriert werden und durch den Ausbau von Rohstoffgebäuden schneller produziert werden: Nahrung, Holz, Stein, Metall und Gold. Zusätzlich kann die Zuwachsrate durch diverse Shopgegenstände und Forschungen erhöht werden. Eine weitere Möglichkeit zur Rohstoffgewinnung ist das Plündern der Städte anderer Spieler.
Einen weiteren Hauptbestandteil des Spiels stellen Helden dar, die in Form von Kriegshelden, Händlern und Missionaren in der Taverne und seit neueren Updates auch über verschiedene andere Spielinhalte angeworben werden können. Kriegshelden stellen die Anführer der Spielerarmeen dar und können deren Durchschlagskraft durch Fähigkeiten, Attribute und Ausrüstungsgegenstände erhöhen. Händler können in verschiedene Städte geschickt werden um Güter zu kaufen und gewinnbringend in anderen Städten zu verkaufen. Missionare werden verwendet um den Einflussbereich bzw. das Herrschaftsgebiet des Spielers zu erweitern. Helden erhalten durch diese Handlungen Erfahrung und können so im klassischen RPG-Stil bis zu einem Level von 100 trainiert werden. Eine Ausnahme bilden Kriegshelden, die ein Maximallevel von 120 besitzen.
Terra Militaris ist ein sogenanntes MMORTS und ein Server kann zwischen mehreren Hundert und etlichen Tausend Spielern fassen. Wie die meisten MMORTSs, ist die Welt von Terra Militaris persistent, es gibt jedoch diverse Ereignisse die instanziert sind, wie zum Beispiel der Angriff auf Höhlen, Arenakämpfe oder Schlachten um neutrale Gebiete.

## Kampf
Kämpfe sind ein zentraler Bestandteil von Terra Militaris. Dabei wird zwischen dem Kampf gegen einen Computergegner (teilweise mit anderen Spielern) und dem Kampf gegen seine Mitspieler unterschieden. Mit zunehmendem Level können Kriegshelden bessere Ausrüstung tragen, höherwertige Fähigkeiten lernen und mehr Einheiten anführen und fügen den Gegnern höheren Schaden zu.
Kämpfe können von Spielern manuell oder über eine automatische Kampf-K.I. gesteuert werden. Spieler können Kämpfe jederzeit verlassen und wieder betreten. Kämpfe werden üblicherweise mit einem Countdown eingeleitet, damit Spieler sich auf den Kampf vorbereiten können oder die Kontrolle an die K.I. abgeben können. Ein Kampf dauert – je nach Modus – zwischen 5 und 20 Minuten. Abhängig davon, wer gewonnen hat, erhalten Helden eine entsprechende Menge an Erfahrung, Rohstoffen und/oder Equipment. Zerstörte Einheiten sind in der Regel verloren und müssen neu ausgebildet werden, während Helden selbst nicht permanent „sterben“ können.

## Ziele
Abhängig vom Spielstil eines Spielers gibt es in Terra Militaris mehrere Ziele zu erreichen. Ein Spieler kann zum Beispiel danach streben, den größten Einflussbereich zu haben und sich demnach darauf fokussieren, diesen mit Hilfe seiner Missionare über Tempel und Huldigungen zu erweitern. Andere Spieler wollen möglicherweise Gilden beitreten und neutrale Gebiete erobern um gegen Spieler anderer Nationen zu kämpfen. Spieler-gegen-Spieler Fans können natürlich auch jederzeit ihre Helden an Arena-Kämpfen teilnehmen lassen und die Arena-Rangliste stürmen.

## Gilden
Diverse Spielfunktionen in Terra Militaris sind Gilden vorbehalten. So zum Beispiel Kämpfe um neutrale Gebiete, die benötigt werden, um zusätzliche Städte zu gründen. Ebenso gibt es einen Shop mit vielen verschiedenen hilfreichen Gegenständen, die Mitgliedern vorbehalten sind. Um diese zu ergattern sind Münzen notwendig, die man durch das Erledigen von Gildenaufgaben erhält. Außerdem werden durch sie Gildenrohstoffe erhalten, die den Ausbau der Gebäude und damit die Spielervorteile und die maximale Spieleranzahl der Gruppe erhöhen.
Gilden können nur Spieler derselben Nation umfassen.

## Bewertungen und Auszeichnungen
- GamesSphere.de Bewertung: 86 % (Gold-Award im Juli 2011)
- Nominiert von GamingXP.com für „Best of Gamescom 2010“[5]
- Gewinner in der Kategorie „Most Popular Browser Game of 2010“ auf der Webseite BBGsite.com[6]
- OnRpg.com Score: 8/10
- T1 Score: 12/13
- Computerspiele.com Bewertung: 9,4/10 (Memento vom 2. Juli 2011 im Internet Archive)
- mmoVZ.com Bewertung: 89 %/100 %